# شافتر ۶۵۶۶
سیارک ۶۵۶۶ (به انگلیسی: 6566 Shafter، نامگذاری:1992UB2) شش هزار و پانصد و شصت و ششمین سیارک کشف شده‌است که در ۲۵ اکتبر ۱۹۹۲ کشف شد.
قدر مطلق سیارک برابر ۱۳.۵ است.